# 吉田舞衣
吉田 舞衣（よしだ まい、1998年4月13日 - ）は、日本の元女子バスケットボール選手である。ポジションはフォワード。WリーグのシャンソンVマジック所属。コートネームはリズ。神奈川県出身。苗字の「吉」の正確な表記は「𠮷」（「土」に「口」）である。

## 来歴
八雲学園高校から拓殖大学を経て、2021年1月、シャンソン化粧品にアーリーエントリーで加入。リーグ戦の中断明けとなる2月13日の富士通レッドウェーブ戦にて先発でWリーグデビューを果たす。
2020年東京オリンピック日本代表候補に選出される。
2021-22シーズンのWリーグ新人王に選出される。
2024-25シーズン終了をもって現役を引退した。

## 経歴
- 横須賀市立根岸小-八雲学園中-八雲学園高 - 拓大 - シャンソン化粧品（2021年 - 2025年）

## 日本代表歴
- 2022三井不動産カップ